# マルグリット・ダンギャン

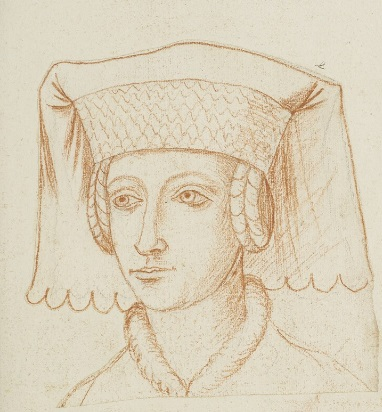
マルグリット・ダンギャンの肖像、アラス手稿の一枚

マルグリット・ダンギャン（Marguerite d'Enghien, 1365年頃 - 1394年以降）は、南伊ナポリ王国のフランス系貴族の女性。ブリエンヌ伯、コンヴェルサーノ伯及びアンギャン領主。ナポリ王妃マリー・ダンギャンの従姉妹、イングランド王妃エリザベス・ウッドヴィルの曾祖母。
ブリエンヌ家の血統上最後のアテネ公国公位請求者であったブリエンヌ伯・コンヴェルサーノ伯ルイ・ダンギャンとその妻ジョヴァンナ・ディ・サンセヴェリーノの間の長女。唯一の男兄弟アントワーヌの夭折のため父の相続人に定められた。ピエトロ・デル・バルツォと最初の結婚を、次いで母方の親類であるジャーコポ・ディ・サンセヴェリーノと2度目の結婚をするが、いずれとも死別。1380年、北フランスのボールヴォワール領主ジャン・ド・リュクサンブールと3度目の結婚をし、間に5人の子をもうける。
- ピエール（1390年 - 1433年） - ブリエンヌ伯、コンヴェルサーノ伯、サン＝ポル伯
- ルイ（1391年 - 1443年） - テルアーヌ司教、ルーアン大司教、枢機卿
- ジャン（1392年 - 1441年）- ギーズ伯、リニー伯
- カトリーヌ（生没年不明）
- ジャンヌ（? - 1420年） - ルイ・ド・ジステル（Louis de Ghistelles）と結婚、ヘント城伯ジャン4世（ドイツ語版）と再婚

1394年の父の死と同時に、夫と共同でブリエンヌ・コンヴェルサーノ両伯爵領の領主となった。1393年9月19日付の遺言書が残っているが、没年は不明。

## 引用・脚注
1. 1 2  Luttrell 1982, p. 186.
2. ↑  Matthieu, Ernest (1877) (フランス語). Histoire de la ville d'Enghien. Dequesne-Masquillier. p. 103 2018年5月15日閲覧。